# Therese Marie Kleemann
Therese Marie Kleemann (9. September 1820 in Wien – 26. Dezember 1852 in Altona), geborene Therese Marie Wagner, war eine österreichische Theaterschauspielerin.

## Leben
Kleemann, die Tochter eines Wiener Beamten und Schwester des Hofschauspielers Josef Wagner, widmete sich wie ihr Bruder frühzeitig der Bühne und debütierte am Theater an der Wien.
Der Theaterdirektor Carl Carl erkannte bald ihr bedeutendes Talent und machte sie darauf aufmerksam, dass das Theater an der Wien nicht der richtige Boden für sie sei: „Ihr Talent verweise sie auf hochtragische Aufgaben, sie müsse sich einer Bühne zuwenden, wo eben ihrer Begabung reichlichere Gelegenheit zur Entfaltung geboten würde.“ Sie verließ Wien und ging nach Pressburg, wo sie den Schauspieler Wilhelm Kleemann heiratete. Ein größeres Engagement nahm sie nicht an, sondern wirkte zuerst an bedeutenden österreichischen Bühnen in Prag, Brünn, Linz, Innsbruck und Graz. Später trat sie in Hamburg, Mannheim, Köln, Düsseldorf, Mainz auf.
Überall trat sie mit außerordentlichem Erfolg auf und verschaffte sich sowohl beim österreichischen wie deutschen Publikum einen geachteten und beliebten Namen. Im Rahmen eines Gastspiels in Altona starb die Künstlerin am 26. Dezember 1852.
Sie war als Darstellerin hochtragischer Liebhaberinnen, Heldinnen und jugendlicher Anstandsdamen bekannt, und Rollen wie „Deborah“, „Maria Magdalena“, „Lady Milford“ (Kabale und Liebe), „Jungfrau von Orleans“ etc. gehörten zu ihren bedeutendsten Kunstgebilden. Die gutaussehende Künstlerin verfügte über eine herrliche, volle, jeder Modulation fähige Stimme, die ihre künstlerischen Leistungen ganz außerordentlich unterstützte.